# Synagoga v Břeclavi
Synagoga v Břeclavi je modlitebna na ulici U Tržiště. Byla postavena v roce 1868 v novorománském slohu s maurskými prvky v interiéru. Je chráněna jako kulturní památka České republiky.

## Historie

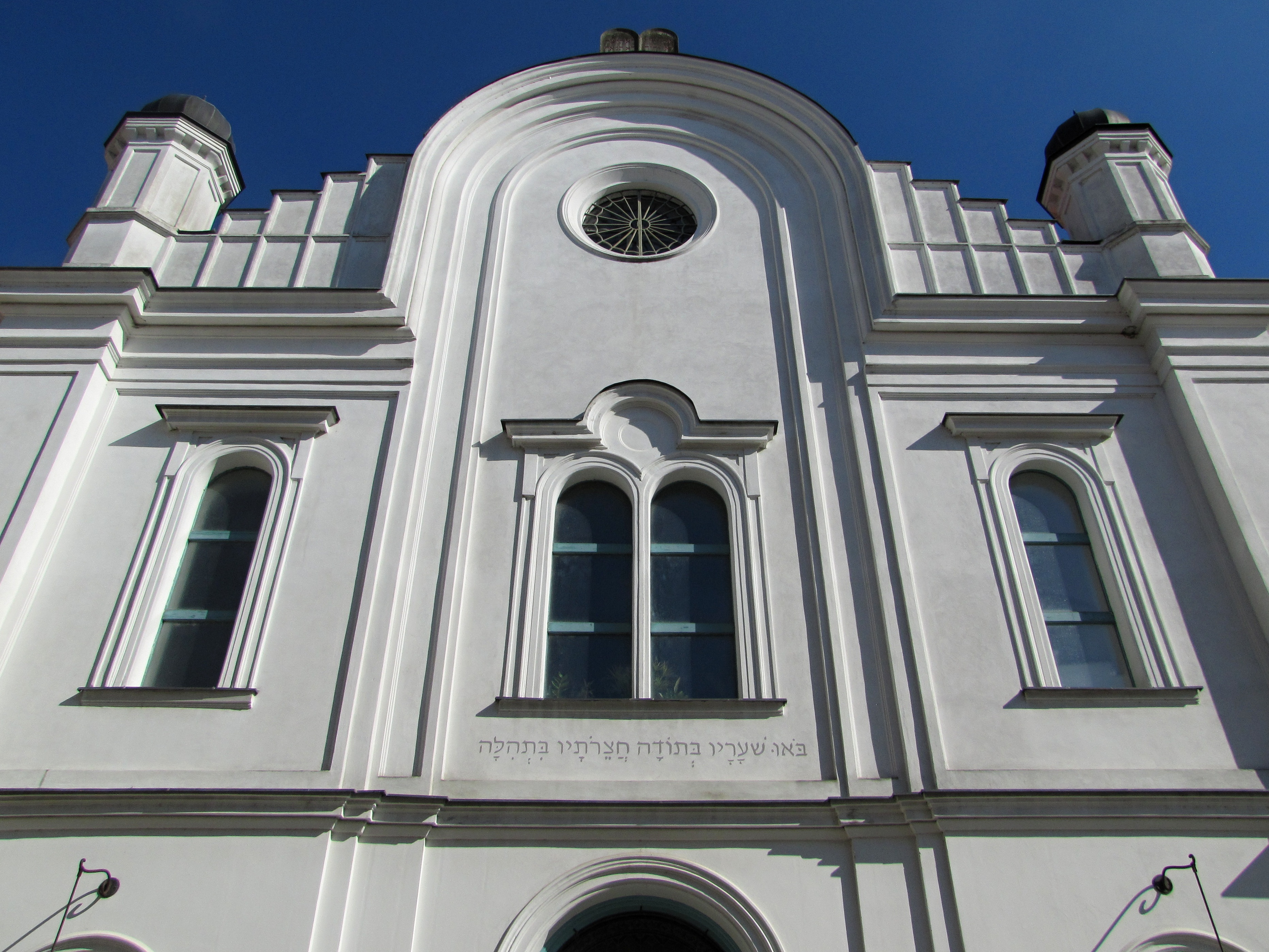
Průčelí synagogy s nápisem Vstupujte do bran Jeho s díkučiněním, do síní Jeho s chválemi

Na tomto místě stávala starší synagoga z roku 1697. Ve 2. polovině 19. století již kapacitně nevyhovovala a v roce 1868 zde byla na náklady židovského starosty Davida Kuffnera (1796–1871) postavena synagoga nová. V roce 1888 prošla stavební úpravou, jíž se zúčastnil i vídeňský architekt Max Fleischer.
V roce 1930 zde byla zavedena elektřina. Po druhé světové válce byla synagoga využívána jako skladiště. V letech 1997–1999 prošla rozsáhlou rekonstrukcí a Městské muzeum a galerie Břeclav ji využívá ke kulturně-společenským účelům. V prvním patře na ženské tribuně je stálá expozice "Židovská Břeclav". Fotografie a dokumenty na 12 panelech připomínají židovské památky z Břeclavi, Lednice a Podivína.

## Židovská obec
Poprvé se Židé v Břeclavi připomínají v roce 1414. Jejich čtvrt se 72 domy se nacházela jižně od dnešního Masarykova náměstí. Po různých přestavbách se dochovalo 24 domů. Budova bývalé židovské školy vedle synagogy slouží jako Lichtenštejnský dům se stálou expozicí "Historie rodu Lichtenštejnů".
Na židovském hřbitově ze 17. století se nachází obřadní síň a okolo 400 náhrobků. Ze zdejší židovské komunity pochází rod Kuffnerů, kterým patřil břeclavský cukrovar. V roce 1921 se v Břeclavi k židovské národnosti přihlásilo 718 obyvatel.

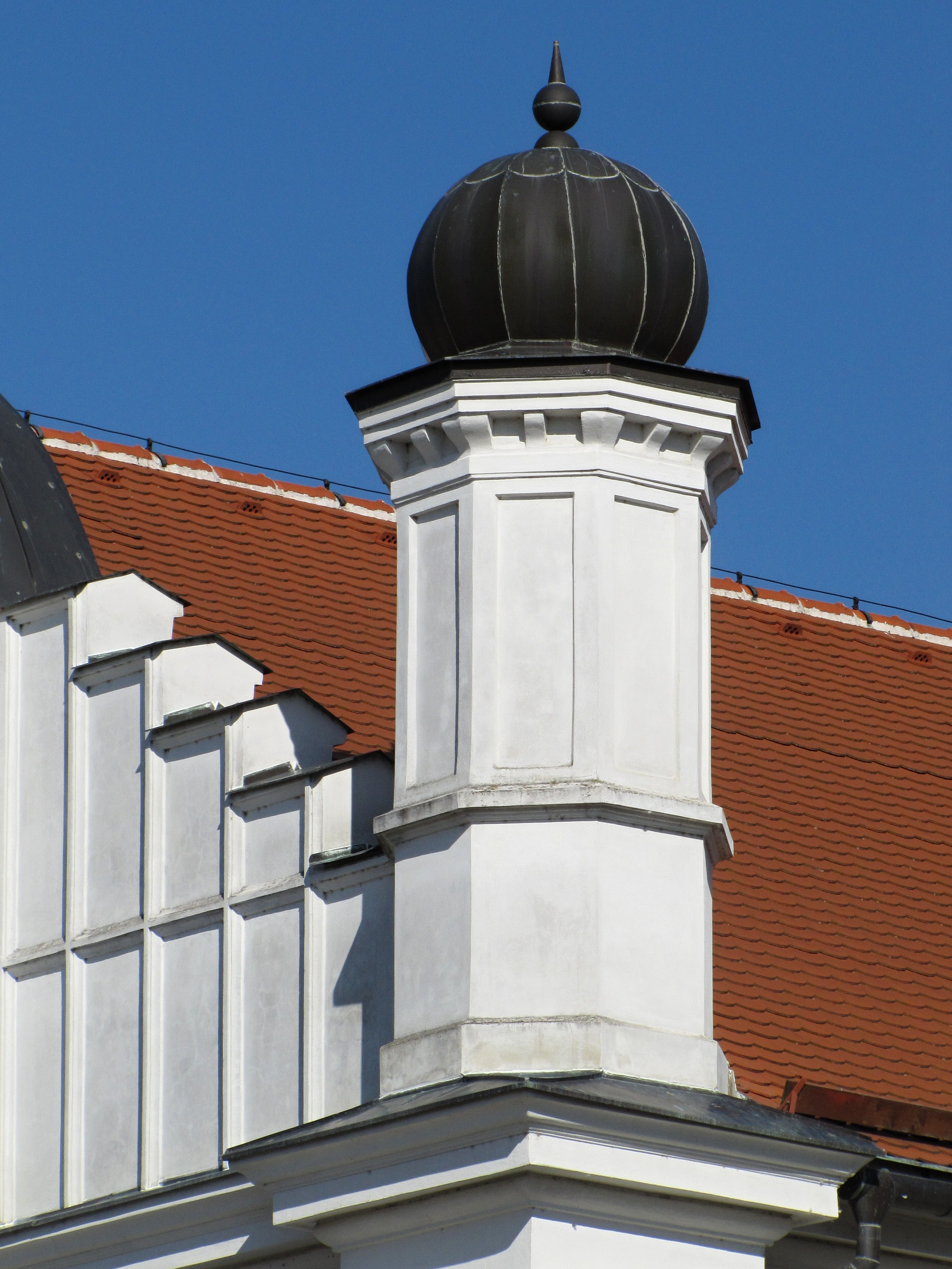
Věžička
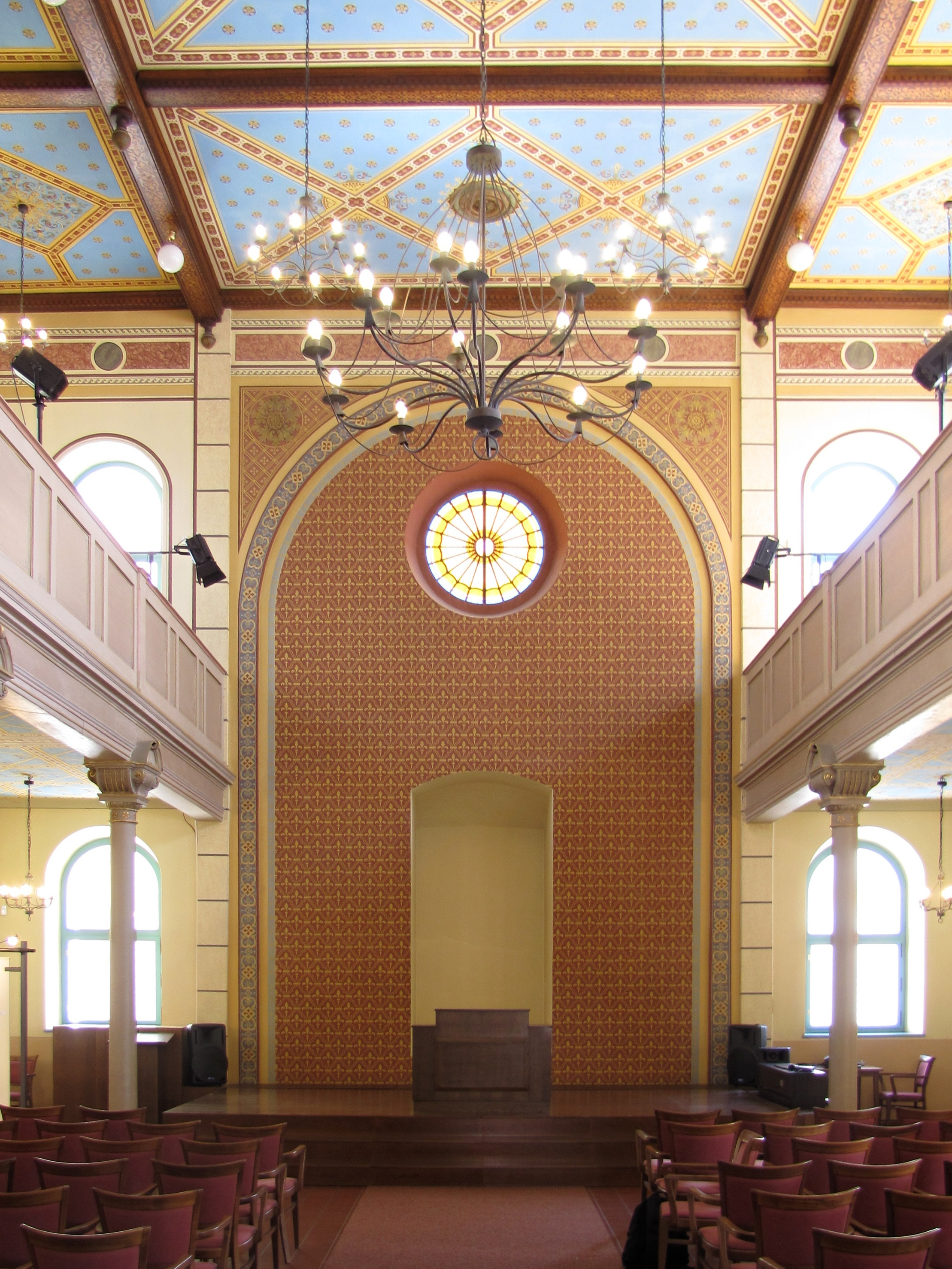
Interiér
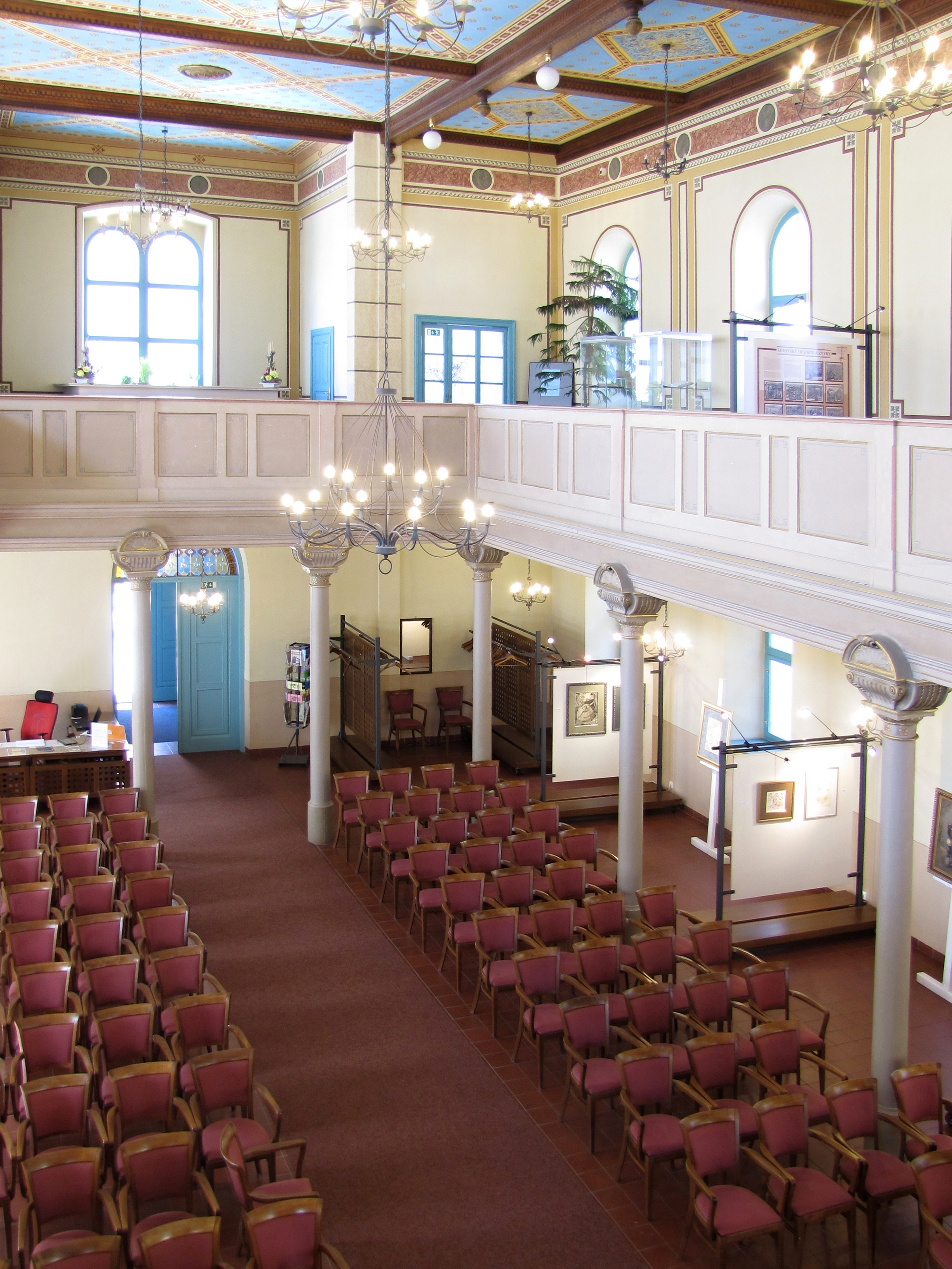
Interiér
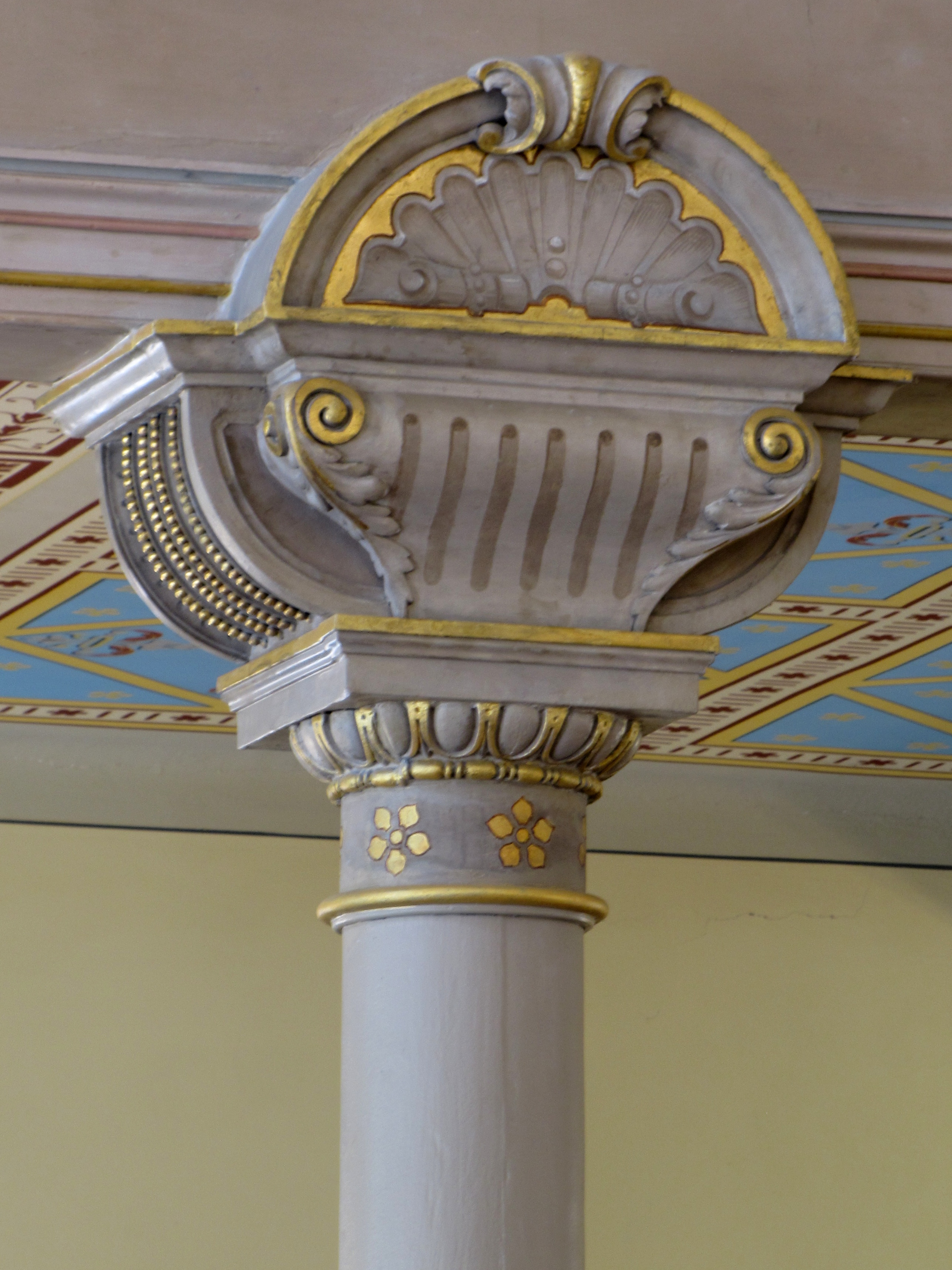
Dórská hlavice